# البلغارية القابضة للطاقة
شركة الطاقة البلغارية القابضة (BEH EAD) هي شركة قابضة للطاقة مملوكة للدولة في بلغاريا. أُسِّست في 18 سبتمبر 2008 بعد إعادة تسمية بلغار جاز القابضة. في نوفمبر 2009، قررت الحُكومة البلغارية إدراج الشركة في البورصة البلغارية - صوفيا.

## روابط خارجية
- موقع الشركة